# Avenue de Boufflers (Paris)
Pour les articles homonymes, voir Avenue de Boufflers.
L'avenue de Boufflers est une voie privée dans la villa Montmorency du 16e arrondissement de Paris, en France.

## Situation et accès
L'avenue de Boufflers est une voie privée située dans la villa Montmorency qui débute au 12, avenue des Peupliers et se termine au 5, avenue des Tilleuls.

L'avenue, au milieu de la villa Montmorency.

## Origine du nom
Elle rappelle le souvenir du château de Boufflers, dont le domaine se situait à l'emplacement de la villa Montmorency,.

## Historique
Cette voie est ouverte sur le site où se trouvait autrefois le château de Boufflers et son parc, vendus en 1852 afin de permettre l'aménagement de la gare d'Auteuil et de la villa Montmorency voisine,.